# Cueva del Gorgocil
La cueva del Gorgocil es una cueva natural situada cerca de la localidad española de Muriel, en el término municipal de Tamajón (Guadalajara), y junto al cauce del río Sorbe. Según el libro Cuevas y Simas de la zona centro, se trata de la más importante del noroeste de la provincia de Guadalajara.
La cueva tiene un desarrollo horizontal de 590 metros y presenta grandes rampas y un pozo final de 8 metros. Tiene escasas formaciones, y muchas de ellas han sido expoliadas por la inevitable entrada de turistas.

## Acceso
Desde la parte más meridional de la localidad de Muriel sale un camino que transcurre por la derecha del cauce del río Sorbe, que da lugar al embalse de Beleña. Siguiendo este camino durante aproximadamente 1.5 km, llegamos a la boca de entrada, situada a la derecha de este, pero en una zona que se encuentra inundada la mayor parte del año, por lo que la cueva solo se puede visitar cuando el embalse está en sus niveles más bajos de agua.

## Descripción
La entrada es de unas dimensiones que obligan a entrar de rodillas, pero al cabo de pocos metros podemos levantarnos y seguir por una galería cómoda hasta una rampa ascendente de unos 45°, conocida como la Gran Rampa. Esta rampa es difícil de subir, pero afortunadamente hay una cuerda fija, de dudosa fiabilidad, para poder ayudarnos, que llega hasta una gatera que sale hacia la mitad de ésta, bastante estrecha y por la que hay entrar reptando. Al cabo de un par de metros hay una bifurcación: hacia la izquierda se llega a un mirador que vuelve a dar a la Gran Rampa, y hacia la derecha damos con una sala bastante alta que da acceso a una serie de galerías: a mano derecha llegamos hasta la parte más alta de la Gran Rampa; por el centro y hacia arriba se llega a otra galería que pasa por debajo de nosotros, y a por la izquierda continuamos por la galería principal.
Poco después vemos una nueva rampa ascendente, junto a un agujero hacia abajo que comunica con El Metro y con la Galería Inmunda. Subiendo por esta rampa (con algo de cuidado, o ayudándonos con una cuerda que ponga el primero) llegaremos a una pequeña sala donde aparece la formación más espectacular de toda la cueva, El Órgano.
Después seguimos por la Galería Inclinada, que llega hasta una nueva rampa, esta vez de bajada, por la que es conveniente instalar una cuerda para seguir (la Rampa Final). Al final de la rampa llegamos a un pozo de 8 metros que da a una sala por cuya derecha y bajo una pared accedemos a la Sala de las Maravillas, llamada así, según nos indican, por la gran cantidad de formaciones excéntricas que en ella se han formado. En realidad, hoy en día apenas quedan formaciones, debido seguramente al vandalismo de los visitantes.